# 日野雄策
日野 雄策（ひの ゆうさく、1957年 - ）は、日本の環境活動家。島根県出身、広島県育ち。

## 経歴
1957年、島根県邑智郡瑞穂町（現邑南町）に生まれ、幼少期に親の引越しで広島県に転居し、高校までを佐伯郡五日市町（現広島市佐伯区五日市）で過ごす。大学受験直前に理科系志望から方向転換し、東京芸大油絵科を受験。5年の浪人を経て実技試験で合格するも、辞退しアメリカに渡航。そこで絵画と心理学を学び、帰国後精神病院でのアートセラピーなどのボランティア活動を行う。ただ、斬新な彼のアートセラピーは病院側に受け入れられず、解雇される。その後、1年間の放浪を経て、フリーライターとなり学習研究社や講談社などで執筆活動を始める。
雑誌や広告媒体で、ライター、エディター、アートディレクターを経てメディアプランナーとなるも、マスコミのタブーに疑問を感じ、それまでの仕事を辞めて、1988年より独自の出版活動を行う。『広瀬隆・垣花秀武　原発問題交換討論会ビデオ』（BAP）、『放射能はいらない』（BAP）、『ニュークスマニュアル・核のない未来への参考書』（大和書房）などのビデオや著書を手がけるとともに、原発問題や環境問題の勉強会を開き、エコロジーの啓蒙活動を始める。
1988年に八ヶ岳で行われた『’８８いのちの祭り』に参加し、エネルギーティピブースを担当。1989年には、全国の脱・反原発市民運動による参議院選挙参画にかかわり、『みどりといのちのネットワーク』の事務局を担当。選挙では市民グループの分裂によって当選者はなかったが、エコロジーと脱原発のメッセージを発信する場として、東京都千代田区神田にエコロジーショップGAIA(現株式会社がいあプロジェクト)を設立する。
1990年に行われた環境イベント『アースデイJAPAN』では、山本コウタロー、須田春海、日野雄策の三人が発起人となり、初代事務局長に就任。東京夢の島公園で行われた第1回アースデイでは、コンサートやフリーマーケットなどが行われ、約3万人の集客があった。また、当時はリサイクルシステムが整備されていなかったため、空き缶10個を入場券にするなどの取り組みで、リサイクルの啓蒙活動を行い、画期的なイベントとして注目された。
1991年には、ネルソン・マンデラが初めて日本に訪れる際に結成された『ネルソンマンデラ歓迎委員会』の広報担当者となり、日大講堂と日比谷野外音楽堂で行われた『ネルソンマンデラ歓迎ライブ』をプロデュース。そこには忌野清志郎、渡辺貞夫、喜納昌吉のほか、ジャンルを問わず多数のミュージシャンが参加した。1992年には湾岸戦争後の環境汚染を調査するため市民グループによって結成された『ペルシャ湾の環境と平和を守る会』の一員として、湾岸戦争後のアラブ諸国の環境調査を行う。その後も、『ブラジル地球サミット（国連環境開発会議）』の日本国内イベントでプロデュースを担当するなど、環境運動のさまざまな企画に携わる。
1999年より、市民運動でダム建設を止めた徳島県木頭村（現那賀町木頭）の第三セクター『株式会社きとうむら』の再建に取り組み、同社の役員に就任するとともに木頭村の助役に就任。また、『環境NPO里業ランド木頭』を設立し、農薬・化学肥料・動物性肥料を使用しない自然循環農法（有機農法）による柚子栽培を手がけ、国内のみならず、フランス、ドイツ、スイス、イタリアなどのEU各国のほか、アメリカ、オーストラリアに木頭柚子製品を広め、プロのシェフや料理人から世界一の柚子として高い評価を受けるまでに産地を育成した。
2009年に、岩手県盛岡市に転居。2011年の震災を機に、農業、環境、福祉、復興をテーマとした活動を岩手県で展開する。2013年に第1回『オーガニックフェスタinいわて』の実行委員となり、2015年には『岩手県有機農業連絡協議会』を設立し、同協議会の事務局長に就任する。

## 活動
- 1989年　エコロジーショップGAIAを設立
- 1990年　アースデイJAPAN 1990　の発起人として開催、初代事務局長
- 1991年　ネルソンマンデラ歓迎委員会広報担当者として、ネルソンマンデラ歓迎ライブを開催
- 1992年　GAIAを株式会社がいあプロジェクトとして会社組織にし、代表に就任
- 1992年　湾岸戦争後の民間環境調査団として、イスラム諸国の環境調査に赴く
- 1992年　ブラジル地球サミット日本国内イベントのプロデュースを担当
- 1993年　西伊豆に転居し有機農業を行う傍ら、全国のエコロジーショップ立ち上げに参画
- 1995年　伝統的日本酒ネットワーク『和蔵会』の顧問として、阪神淡路大震災の復興支援にかかわる
- 1999年　徳島県木頭村（現那賀町）第三セクター『株式会社きとうむら』役員に就任
- 2001年　木頭村助役に就任
- 2002年　環境NPO里業ランド木頭を設立し、自然循環農法による柚子栽培を指導
- 2004年　フランスの食品見本市において木頭柚子が注目を集め、著名なシェフの御用達となる
- 2009年　岩手県盛岡市に転居し、雑穀、米、野菜、果実等の有機栽培を始める
- 2010年　岩手、東京、徳島を行き来しつつ、講演や執筆活動を行う
- 2010年　アメリカで開催されたオーガニック・ナチュラルエキスポにて木頭柚子を出展
- 2011年　東日本大震災に遭遇、復興支援の活動にかかわる
- 2013年　オーガニックフェスタinいわて実行委員会に参加
- 2015年　太陽光発電所　株式会社ゆずの里発電所を設立し、代表に就任
- 2015年　岩手県有機農業連絡協議会を設立し、事務局長に就任

## 人物
子供のころから絵と音楽が得意だったが、中学時代には公害問題や核エネルギーに関心を持つとともに、アインシュタインに興味を持ち、一時物理学者を目指す。幼いころから島根県の祖父母の元へ行き来する生活から、田舎と都市の暮らしを体験し、それが元で旅好きとなる。高校時代はヨットに明け暮れ、また自転車や徒歩での一人旅に出るなど、冒険好きで活動的な青春時代を過ごす。21歳でアメリカに渡ったときも、ヒッチハイクで各地をめぐる旅をする。そんな中で知り合ったUCSCの学生から進められ、絵画と心理学を元にアートセラピーやカウンセリングを学ぶことになる。その経験が後にペンネーム星野麻雄としての執筆活動にもつながる。著書：『メタモル深層心理テスト』（学研）、『心の自画像』（宝島出版）ほか。

## エピソード
父親は学徒出陣で暁部隊に所属し、南方でマラリヤを患い意識不明のまま最後の輸送船にて広島の陸軍病院に運ばれる。しかし、そこで原爆に遭遇し、九死に一生を得る。原爆の惨禍を経験し、悲惨な焼け跡の片付け作業に明け暮れ、数ヶ月を経てふるさとの島根県に帰り結婚。そんな父の経験談を幼少から聞いていたことが、原爆や核の問題、さらには環境や差別や平和や福祉といった問題に興味を持つきっかけとなる。自身も被爆2世であることが、その思考に大きく影響している。放射能や、農薬、化学肥料、添加物などの人体への影響に強い関心を持つようになったのも、そのせいだと言う。

## 著書
- 『ニュークスマニュアル／核のない未来への参考書』（大和書房）
- 『家業スタイルの時代』（ほたる出版）
- 『エコロジーショップ本日開店』（ほんの木）[4]
- 『いきいき玄米読本　はじめての玄米』（エイト社）
- 『いきいき玄米読本　玄米をおいしく』（エイト社）
- 『いきいき玄米読本　玄米で癒す』（エイト社）